# تریستان آبراهامز
تریستان آبراهامز (انگلیسی: Tristan Abrahams؛ زادهٔ ۲۹ دسامبر ۱۹۹۸) بازیکن فوتبال اهل بریتانیا است.
از باشگاه‌هایی که در آن بازی کرده‌است می‌توان به باشگاه فوتبال نوریچ سیتی اشاره کرد.